# Berbérust-Lias
Berbérust-Lias é uma comuna francesa na região administrativa de Occitânia, no departamento dos Altos Pirenéus. Estende-se por uma área de 5,73 km², Em 2010 a comuna tinha 51 habitantes (densidade: 8,9 hab./km²)..